# Andrew Morton (écrivain)
Andrew David Morton, né en 1953, est un journaliste et écrivain anglais, auteur de biographies de figures royales telles que Diana, princesse de Galles, et de personnes célèbres comme Tom Cruise, Madonna, Angelina Jolie et Monica Lewinsky ; plusieurs de ses livres n'ont pas été autorisés et contiennent des affirmations contestées.

## Biographie

### Jeunesse et carrière
Morton est né et grandi à Dewsbury, West Riding of Yorkshire, où son père dirige une entreprise d'encadrement. Il fréquente la Temple Moor Boy's Grammar School (en), puis les universités de Leeds et Sussex, où il étudie l'histoire,. Après l'université, Morton devient journaliste tabloïd et travaille pour trois journaux londoniens de ce format, le Daily Star, News of the World et le Daily Mail, jusqu'en 1987.

### Biographies de personnalités royales
Andrew Morton écrit une biographie sur Diana, princesse de Galles, intitulée Diana : Her True Story. En 1993, l'ouvrage est transposé dans un téléfilm éponyme, avec Serena Scott Thomas dans le rôle de Diana. Après la mort de Diana en août 1997, Morton publie une édition intitulée Diana: Her True Story in Her Own Words en octobre.
Le 16 novembre 2010, le prince William annonce ses fiançailles avec Catherine Middleton. Morton est chargé par Michael O'Mara Books d'écrire un livre pour coïncider avec le mariage royal du 29 avril 2011. William & Catherine: Their Story est publié le 3 mai 2011 au Royaume-Uni. Il comprend une biographie détaillée du prince William, ainsi que des détails sur sa relation avec Catherine Middleton. Par ailleurs, William & Catherine contient des photos en couleur du prince William et du couple, ainsi qu'une section détaillée sur le mariage lui-même.
En avril 2018, il publie Meghan: A Hollywood Princess sur Meghan Markle, qui épouse le prince Harry un mois plus tard, en mai 2018.

### Tom Cruise: An Unauthorized Biography
Tom Cruise: An Unauthorized Biography est publié en janvier 2008 et réédité avec une mise à jour en février 2009. Dans une critique du New York Times, Janet Maslin écrit : « M. Morton a trouvé un certain nombre d'anciens scientologues qui sont prêts à parler librement, et dans certains cas avec vengeance, du prétendu fonctionnement interne du groupe. L'empressement de M. Morton à inclure leurs voix l'amène à repousser les limites d'un reportage responsable. » Maslin ajoute que Morton « fournit un portrait crédible extrapolé à partir des remarques officielles de l'acteur et du comportement public très visible ».

Écrivant dans Entertainment Weekly, Mark Harris attribue au livre une note de « C- » et déclare que « Cruise ressort de l’assaut de Morton assez peu égratigné mais tout aussi intact que jamais ». Une autre critique dans le New York Times par Ada Calhooun explique :
Aussi louche que puisse être la Scientologie, le langage de Morton dans Tom Cruise : An Unauthorized Biography est extrême. Lui et ses sources comparent l'église et ses dirigeants aux fascistes, à l'Empire romain, aux troupes d'assaut, à Machiavel, à la ferme des animaux d'Orwell, à Napoléon, aux staliniens et à la Corée du Nord. Il invoque également à plusieurs reprises le nazisme et cite sans censure la comparaison de l'Église protestante allemande entre Cruise et Joseph Goebbels.

Teresa Budasi du Chicago Sun-Times décrit le livre comme « fascinant », bien que Budasi soulève également une « question de savoir ce qui est vrai et ce qui ne l'est pas ». Budasi résume son impression de l'œuvre en écrivant « Le livre de Morton est autant un acte d'accusation contre la foi choisie par Cruise que l'histoire de la vie de l'une des plus grandes stars de cinéma au monde. Et à la fin, vous réalisez que « scientologue » est ce qui finira par être le rôle de sa vie ». Dans une critique parue dans The Buffalo News, Jeff Simon écrit à propos de l'auteur : « Pour donner à Morton le crédit qui lui est clairement dû : il est l'un des meilleurs pour construire une colonne de potins de 250 pages ».
Lors de sa publication, l'avocat de Cruise et l'Église de scientologie publient des déclarations mettant en doute la véracité des affirmations faites par Morton dans le livre. Dans une déclaration de 15 pages diffusée à la presse, l'Église de Scientologie qualifie le livre « d'agression sectaire et diffamatoire remplie de mensonges ». Par ailleurs, le livre n'est pas publié au Royaume-Uni, en Australie ou en Nouvelle-Zélande en raison des lois strictes sur la diffamation dans ces pays.

### Autres publications
Morton attire l'attention du public après la mort de Diana, lorsqu'il révèle l'étendue des collaborations de la princesse avec lui. Il acquiert une plus grande notoriété aux États-Unis après la publication de Monica's Story. Par la suite, Morton enquête sur une catastrophe minière, ce qui conduit à son premier récit journalistique non royal, Nine for Nine: The Pennsylvania Mine Rescue Miracle. Il écrit également une biographie autorisée du président kenyan Daniel arap Moi. Le livre abouti à une affaire de diffamation intentée contre Morton par un juge kenyan - Morton perd l'affaire et est condamné à payer 45 700 £ de dommages et intérêts. Morton est ensuite passé à David Beckham et sa femme Victoria, « roi et reine de la culture pop », comme il les appelle. Posh and Becks est devenu le best-seller no 1 au Royaume-Uni[réf. nécessaire].
Peu de temps après, Morton annonce qu'il va s'intéresser à la « reine de la pop », Madonna. Malgré une avance à sept chiffres de St. Martin's Press et une première impression de 500 000 exemplaires, Madonna ne parvient pas à faire de vagues en Amérique du Nord, où la biographie n'est restée que deux semaines sur la liste des best-sellers du New York Times (culminant au no 8). En revanche, Madonna: An Intimate Biography de J. Randy Taraborrelli, sorti au même moment, est devenu un best-seller au Royaume-Uni (bien qu'il n'ait fait que figurer sur la liste étendue des best-sellers du New York Times). Morton écrit ensuite un autre livre sur Diana intitulé In Pursuit of Love, avec des informations qu'il avait laissées sans réponse, figure dans la liste des best-sellers du New York Times[réf. nécessaire].
Morton publie également une biographie non autorisée d'Angelina Jolie. Janet Maslin souligne le manque de sources noté dans le livre dans une critique du New York Times, affirmant que « les personnes les plus désireuses de lui parler de Mme Jolie sont des personnes qui ne la connaissent pas, de sorte que le livre est enveloppé dans des idées désinvoltes issues de talents psychiatriques douteux ». Allen Barra décrit la biographie comme étant « le pire livre du 21e siècle à ce jour » dans une critique de salon.com résumant le livre par : « mal informé, moraliste et tout simplement méchant ».

## Publications
- (en) Andrew, the Playboy Prince, Severn House, 1983 (ISBN 0727809881)
- (en) Inside Kensington Palace, O'Mara, 1987 (ISBN 0948397969)
- (en) Duchess: An Intimate Portrait of Sarah, Duchess of York, Contemporary Books, 1989 (ISBN 0809244381)
- (en) Diana's Diary: An Intimate Portrait of the Princess of Wales, Summit Books, 1990 (ISBN 0671728830)
- (en) Inside Buckingham Palace, Summit Books, 1991 (ISBN 0671749617)
- (en) Diana: Her New Life, New York, Pocket, 1995 (ISBN 0671533983)
- (en) Diana: Her True Story in Her Own Words, New York, Pocket, 1998 (ISBN 0-671-02412-4)
- (en) Monica's Story, New York, St. Martin's Press, 1999 (ISBN 0-312-97362-4, lire en ligne)
- (en) Posh & Becks, Simon Spotlight Entertainment, 2000 (ISBN 1-4169-5386-8)
- (en) Madonna, New York, St. Martin's Press, 2001 (ISBN 0-312-28786-0)
- Madonna  (trad. de l'anglais par Anne Bleuzen et Karine Laléchère), Paris, L’Archipel, 2002, 323 p. (ISBN 2-84187-358-7)
- (en) Tom Cruise: An Unauthorized Biography, New York, St. Martin's Press, 2008 (ISBN 978-0-312-35986-7)
- (en) Angelina: An Unauthorized Biography, New York, St. Martin's Press, 2010 (ISBN 978-0-312-35986-7, lire en ligne)
- (en) William & Catherine: Their Story, New York, St. Martin's Press, 2011 (ISBN 978-0-312-64340-9, lire en ligne)
- (en) Diana: In Pursuit of Love, Michael OMara, 2013 (ISBN 1782431055)
- (en) 17 Carnations: The Windsors, the Nazis and the Cover-Up, London, Michael O'Mara Books, 2015 (ISBN 9781782434566)
- (en) Wallis in Love: The Untold Life of the Duchess of Windsor, the Woman Who Changed the Monarchy, New York, Grand Central Publishing, 2018 (ISBN 978-1-455-56697-6)
- (en) Meghan: A Hollywood Princess, New York, Grand Central Publishing, 2018 (ISBN 978-1-538-74735-3)
- (en) Elizabeth & Margaret: The Intimate World of the Windsor Sisters, New York, Grand Central Publishing, 2021 (ISBN 978-1538700464)